# Hans-Peter Joisten

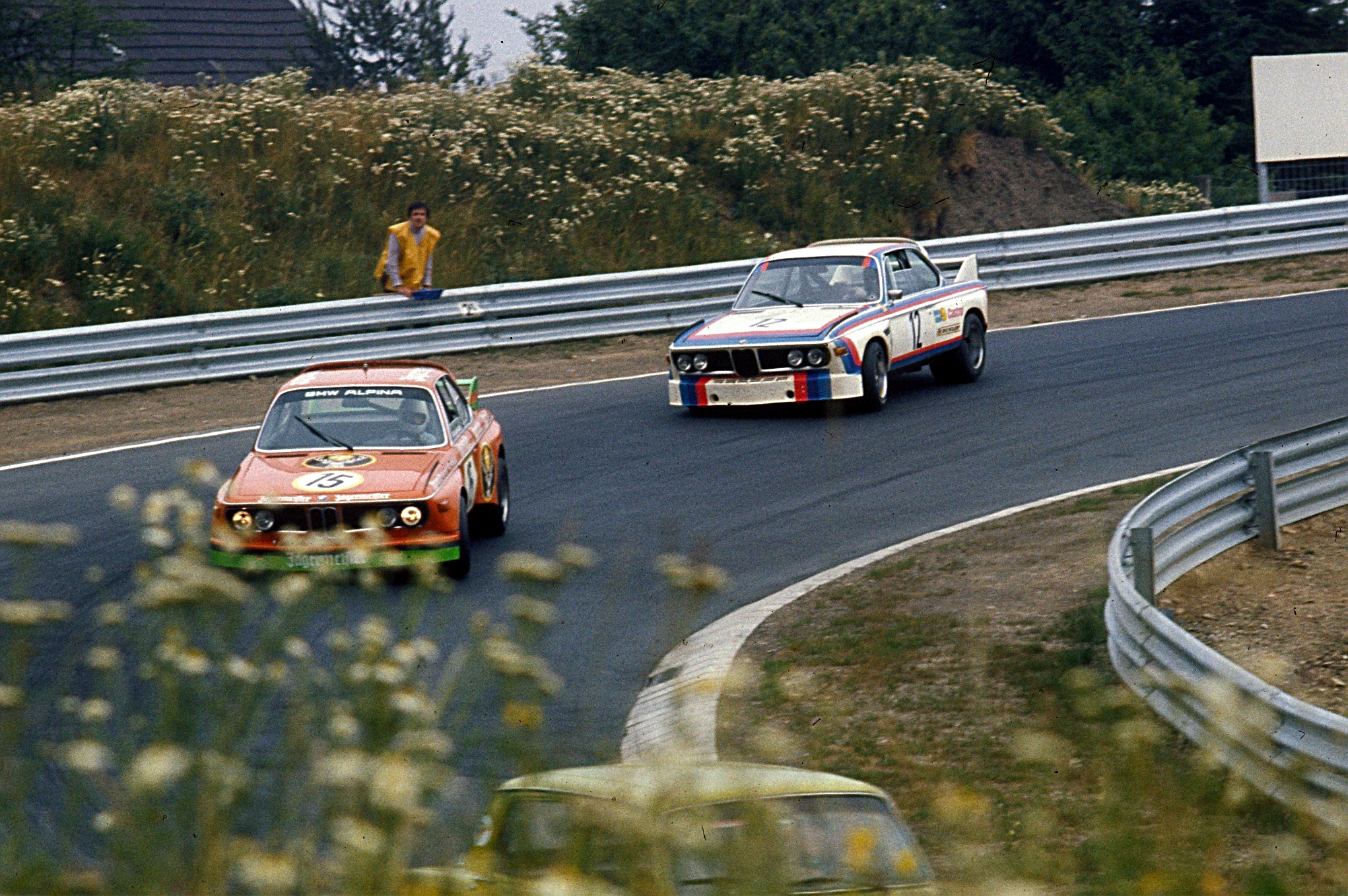
BMW Alpina mit Hans-Peter Joisten beim 6-Stunden-Rennen auf dem Nürburgring 1973 vor Hans-Joachim Stuck

Hans-Peter Joisten (* 5. Januar 1942 in Köln; † 21. Juli 1973 in Spa, Belgien) war ein deutscher Autorennfahrer.

## Karriere
Joisten begann seine Rennfahrerlaufbahn Ende der 1960er-Jahre im Tourenwagen-Motorsport.
1972 fuhr er für das Faltz-Alpina-Team mit einem BMW 2800 CS in der Deutschen Rennsport-Meisterschaft und erzielte dort den 9. Platz in der Gesamtwertung. Im 1000-km-Rennen auf dem Nürburgring erreichten Jürgen Neuhaus und Joisten den 5. Rang in der T+2.0-Gruppe.
Ein Jahr später pilotierten er und der junge Österreicher Niki Lauda einen BMW 3.0 CSL beim großen Preis der Tourenwagen im 6-Stunden-Rennen auf dem Nürburgring auf den 3. Platz und beim späteren 24-Stunden-Rennen auf dem Nürburgring im Juni auf den 1. Platz.
Am 21. Juli 1973 beim 24-Stunden-Rennen von Spa-Francorchamps verunglückte Joisten mit seinen BMW 3.0 CSL tödlich. Während der 7. Stunde des Rennens war er kurz nach dem Überholen des Franzosen Roger Dubos in der Malmedy-Kurve mit seinem Wagen ins Schleudern geraten. Dubos konnte nicht mehr ausweichen und rammte mit seinem Alfa Romeo Joistens Alpina-BMW. Beide Fahrer wurden durch den Aufprall sofort getötet.
Im selben Rennen verunglückte später auch der Italiener Massimo Larini mit seinem Alfa Romeo GTAm bei Les Combes und erlag sieben Tage später im Krankenhaus seinen Verletzungen.
Nach diesen tragischen Unfällen wurde die Rennstrecke Spa-Francorchamps umgestaltet.